# 오닌
오닌(応仁, おうにん)은 일본의 연호(元号) 중 하나이다.
- 전후 : 분쇼(文正) 이후 - 분메이(文明) 이전.
- 시기 : 1467년 ~ 1468년
- 천황 : 고쓰치미카도 천황
- 쇼군 : 무로마치 막부의 아시카가 요시마사

## 개원(改元)
- 분쇼 2년 3월 5일(율리우스력 1467년 4월 9일), 전란에 의해 개원.
- 오닌 3년 4월 28일(율리우스력 1469년 6월 8일), 분메이로 개원된다.

## 출전
『유성전훈(維城典訓)』의 「仁之感物、物之応仁、若影随形、猶声致響」.

## 오닌 시기에 일어난 일
- 원년
  - 1월 17일 : 하타케야마 요시히로가 가미고료 신사의 하타케야마 마사나가를 습격. 오닌의 난이 시작되었다. 분메이 9년까지 계속됨.
  - 5월 20일 : 오닌의 난으로 야마나 모치토요, 하타케야마 요시히로가 거병.

## 서력과의 대조표
| 오닌 | 원년   | 2년    | 3년    |
| ---- | ------ | ------ | ------ |
| 서력 | 1467년 | 1468년 | 1469년 |
| 간지 | 정해   | 무자   | 기축   |

## 같이 보기
- 일본의 연호 일람

| 이전 분쇼 | 일본의 연호 1467년 ~ 1469년 | 다음 분메이 |